# Ubidecarenone
L'ubidecarenone, chiamato anche coenzima Q10 (CoQ10) oppure ubichinone, è una molecola del gruppo degli ubichinoni, benzochinoni liposolubili implicati nel trasporto degli elettroni nei mitocondri e nella fosforilazione ossidativa cellulare. L'ubidecarenone è particolarmente abbondante nei mitocondri del miocardio. Gli ubichinoni fungono da tramite nella catena respiratoria, fra le flavoproteine e i citocromi.
Gli ubichinoni permettono l'ossidazione del succinato e la riossidazione del NADH. Esplicano la loro attività raccogliendo gli ioni idrogeno nella matrice mitocondriale e li liberano nello spazio intermembrana. Gli ubichinoni sono presenti nella maggior parte degli organismi aerobi: dai batteri alle piante, agli animali e all'uomo.
Chimicamente sono analoghi della vitamina K2: sono costituiti da un nucleo 2,3-dimetossi-5-metilbenzochinonico cui è attaccata una catena laterale terpenoide contenente da 1 a 12 unità trans-isoprenoidi monoinsature. Esistono due sistemi di nomenclatura: coenzima Qn in cui n = 1-12, o ubichinone-x in cui x indica il numero totale di atomi di carbonio della catena laterale e può essere ogni multiplo di 5. Differenti lunghezze della catena comportano diverse proprietà dei coenzimi. Nei mammiferi n è uguale a 10 (coenzima Q10), mentre nei batteri e nelle cellule vegetali il numero di unità isoprenoidi è, di solito, inferiore.

## Farmacodinamica
L'ubidecarenone si comporta come un accettore di radicali liberi con proprietà antiossidanti (riducenti) e stabilizzanti di membrana. In tal modo il farmaco preserva l'integrità della cellula. Il coenzima è particolarmente abbondante nelle cellule miocardiche e una sua carenza, dato il ruolo fondamentale svolto nella fosforilazione ossidativa mitocondriale, comporta un deterioramento dei processi energetici e una minore produzione di ATP associandosi a patologie cardiovascolari. Esso inibisce la fosfolipasi di membrana prevenendo la biotrasformazione dell'acido arachidonico e la formazione di trombossani e leucotrieni responsabili, a loro volta, di danni ischemici al miocardio.

## Farmacocinetica
Dopo somministrazione orale il farmaco entra nel circolo linfatico dove raggiunge la sua massima concentrazione entro 4-6 ore. A distanza di 24 ore dalla somministrazione si registra un secondo picco plasmatico dovuto all'instaurarsi del circolo enteroepatico. L'ubidecarenone si distribuisce rapidamente nel cuore, nel fegato, nei polmoni e nei reni. La concentrazione allo steady-state è di 1,8 µg/mL (quella fisiologica è di 0,8 µg/mL). Sulla base di studi effettuati su ratti e conigli il tempo di emivita plasmatica è risultato pari a 1,2 ore nel ratto e 6,5 nel coniglio nella fase veloce e di 17,8 ore nel ratto e 21,7 ore nel coniglio nella fase lenta. Dopo la somministrazione orale, a distanza di una settimana, circa l'85-90% del farmaco è escreto per via fecale, mentre l'escrezione per via urinaria è pari al 2‑3%.

## Tossicologia
Il valore della DL50 per via parenterale è di 379,9 mg/kg nel topo e di 253,5 mg/kg nel ratto.

## Usi clinici
L'ubidecarenone viene somministrato per via orale, in aggiunta ai trattamenti tradizionali, nella cura dei disturbi cardiovascolari tra cui: 
- insufficienza cardiaca congestizia di lieve e media entità,[4]
- miocardiosclerosi;
- cardiomiopatia dilatativa;
- cardiopatie ischemiche acute e croniche;[5]
- scompenso cardiaco;[6][7][8]
- sindromi metaboliche con carenza del coenzima.

Il farmaco viene utilizzato anche per miopatie (distrofiche o no) e altri usi:
- miopatie di vario tipo, primitive e secondarie, specialmente nelle miopatie mitocondriali (come encefalomiopatia mitocondriale (MELAS), sindrome di Kearns‑Sayre[9][10] e sindrome MERRF[11][12][13], e tutte quelle da carenza o deficit primitivo o secondario di coenzima Q10);
- fatica muscolare generalizzata (neurogena e no);
- distrofia muscolare dove sembra rallentare l'evolversi della malattia.[14][15]

L'ubidecarenone viene oggi proposto anche come integratore dietetico in associazione ad altri antiossidanti come la vitamina C, la vitamina E, il betacarotene, il selenio e lo zinco, per contrastare l'invecchiamento dell'organismo provocato dai radicali liberi formatisi a causa di inquinamento ambientale, intensa attività fisica, fumo, esposizione prolungata al sole, ecc.

## Effetti collaterali e indesiderati
Gli effetti collaterali più frequenti coinvolgono il sistema gastrointestinale e sono rappresentati da anoressia, dolore epigastrico, nausea, diarrea. Possono comparire eruzioni cutanee. In seguito a somministrazione di ubidecarenone è stato riportato un caso di debolezza e dolorabilità muscolare in un paziente in terapia con lovastatina.

## Controindicazioni
Il farmaco non deve essere somministrato a soggetti con ipersensibilità individuale nota al principio attivo, a molecole chimicamente correlate oppure a uno qualsiasi degli eccipienti della formulazione farmaceutica. È inoltre controindicato nel primo trimestre di gravidanza.

## Dosi terapeutiche
La dose abituale per gli adulti è di 10–20 mg tre volte al giorno o di 50 mg in un'unica somministrazione, aumentabile fino a 200–300 mg.

## Interazioni
- Inibitori della HMG CoA reduttasi (statine): la somministrazione diminuisce i livelli del coenzima nell'organismo.[16][17]